# Rhodacarus strenzkei
Rhodacarus strenzkei är en spindeldjursart som beskrevs av Rainer Willmann 1957. Rhodacarus strenzkei ingår i släktet Rhodacarus och familjen Rhodacaridae. Arten är reproducerande i Sverige. Inga underarter finns listade i Catalogue of Life.